# Iida Momo
Iida Momo (jap. いいだ もも, eigentlich 飯田 桃; * 1. Oktober 1926 im heutigen Minato, Tokio, Präfektur Tokio; † 31. März 2011) war ein japanischer Schriftsteller, der sich in seinen Büchern kritisch mit politischen Themen auseinandersetzte.

## Leben
Nach dem Besuch der Ersten Mittelschule Tokio (heute: Hibiya-Oberschule) und der Ersten Oberschule begann Iida Momo 1944 ein Studium der Rechtswissenschaften an der Universität Tokio und schloss dort Freundschaft mit dem Schriftsteller Mishima Yukio. Nach Abschluss des Studiums wurde er 1947 Mitarbeiter der Bank of Japan, musste diese Tätigkeit aber wegen einer Tuberkulose aufgeben und ließ sich in der Präfektur Ibaraki nieder, wo er seine schriftstellerische Tätigkeit begann und Mitglied der Literaturgesellschaft Neues Japan wurde. Er gehörte damit zusammen mit Nakamura Minoru und Katō Shūichi zu einer neuen Generation von Schriftstellern nach dem Zweiten Weltkrieg.
1961 zog er nach Mito in der Präfektur Ibaraki um, lernte dort den Philosophen Umemoto Katsumi kennen und wurde Mitglied sozialer Bewegungen. Nach seinem Ausschluss aus der Kommunistischen Partei Japans 1965 wurde er zu einem Kritiker der parlamentarischen politischen Linken. Ebenfalls 1965 gehörte er zu den Mitgründern von Beheiren, einer Gruppe von Aktivisten, die sich gegen den von den USA geführten Vietnamkrieg einsetzten. 1967 trat er der Kommunistischen Arbeiterpartei Japans bei, einer 1966 gegründeten Partei des Shin-Sayoku, der „neuen“ radikalen Linken.
In seinen Büchern, die zumeist im 20. Jahrhundert spielten, befasste er sich häufig mit politischen Themen wie Ökologie, Kommunismus, Marxismus und Sozialismus, aber auch mit Personen wie Kaiser Hirohito und dessen über 60-jähriger Regentschaft (Shōwa-Zeit), dem Verleger Kuroiwa Ruikō sowie dem Schriftsteller Mishima Yukio.

## Veröffentlichungen
- Kami no hana no kuroi ana, 1966
- Kakushin no shiso, 1966
- Modan Nihon no genshiso, 1966
- Warera, michi naru jidaie, 1967
- Tenkeiki no shisō, 1968
- Shichijū-nen e no kakumeiteki shiron, 1968
- Tōron nanajūnen o dōsuru, 1969
- Warera no kakumei, 1969
- Mishima Yukio, 1970
- Shin Nihon teikoku e no chōyaku, 1971
- Nihon bunka no hōi tenkan, 1973
- Sengoshi no hakken, 1975
- Nihon Kyōsantō o tou, 1976
- Naze tennōsei ka, 1976
- Hirohito no akai bōshi. Gendai uyoku to shōchō tennō, 1977
- Amerika no eiyū, 1977
- Gendai shakaishugi saikō, 1978
- Han gendai bungaku, 1979
- Shōwa shi saikō, 1979
- Ekorojī to Marukusu shugi, 1982
- 85-nen taisei to wa nani ka, 1984
- Posuto modan shisō no kaidoku, 1985
- Kore de Showa mo oshimai da, 1988
- Onatsukashiya Kurama tengu, 1988
- ‚Sengo‘tte nan nan da?!, 1988
- Seikimatsu kiki no ōkina monogatari, 1989
- Shakai shugi no shūen to shihon shugi no hakyoku, 1990
- Hahei to kaihatsu. „Hasha Nippon“ no yukue, 1992, ISBN 9784784504169
- Tantei jitsuwa Kuroiwa Ruikō, 1992, ISBN 4845707039
- Seiji kaikaku to kyujo kaiken, 1993, ISBN 9784846000141
- Shōkoku Nihon no risō, 1993, ISBN 4846000044
- 1995-nen no Nihon. 20-seiki to wa do yu jidai de atta ka, 1995, ISBN 9784846000233
- Inoshishi, teppo, Ando Shoeki. „Hyakusho gokuraku“ Edo jidai saiko, 1996, ISBN 9784540951053
- Sayonara dake ga jinsei, ka, 1998, ISBN 4938133865
- Jimintō meruto daun no tsugi wa nani ka, 2001, ISBN 4916117441
- Kenshō tōsoshikiron, 2004, ISBN 4916117603
- Tōyō shizen shisō to Marukusu shugi, 2007, ISBN 9784275005502